# Methóni (ort i Grekland)
Methóni är en ort i Grekland.   Den ligger i prefekturen Nomós Pierías och regionen Mellersta Makedonien, i den norra delen av landet, 290 km norr om huvudstaden Aten. Methóni ligger 62 meter över havet och antalet invånare är 973.
Terrängen runt Methóni är huvudsakligen platt, men västerut är den kuperad. Havet är nära Methóni österut.  Närmaste större samhälle är Aigínio, 7,3 km nordväst om Methóni. Trakten runt Methóni består till största delen av jordbruksmark.